# Престон, Стив
Стивен «Стив» Престон (англ. Steven C. «Steve» Preston; род. 4 августа 1960, Джейнсвилл, Висконсин) — американский политик-республиканец, министр жилищного строительства и городского развития США с 2008 по 2009 год (был назначен президентом Джорджем Бушем и единогласно утвержден Сенатом 29 июня 2008).
Ранее был директором Администрации малого бизнеса (2006—2008) и вице-президентом по вопросам стратегии ServiceMaster, Inc.

## Биография
Стив Престон родился и вырос в Джейнсвиле, недалеко от границы с Иллинойсом. В школе был лидером и президентом совета класса. Престон учился в Северо-Западном университете, который окончил в 1982 году со степенью бакалавра искусств в области политологии. В 1985 году получил степень магистра в Бизнес-школе Чикагского университета.
Деятельность в финансовом секторе начал в 1982 году, в Первом национальном банке Чикаго. Позже перешел в инвестиционный банк Lehman Brothers, вице-президентом которого стал в дальнейшем. В период с 1993 по 1997 года был вице-президентом компании First Data, базирующейся в Колорадо. С 1997 года работал в ServiceMaster, компании, входящей в список Fortune Global 500 (был первым финансовым директором, затем вице-президентом, ответственным за стратегическое планирование).